# Leptodictyum bandaiense
Leptodictyum bandaiense là một loài Rêu trong họ Amblystegiaceae. Loài này được (Broth. & Paris ex Takaki) Kanda mô tả khoa học đầu tiên năm 1975.